# 新都郡 (西晋)
新都郡，中国西晋时设置的郡。

## 建置沿革
晉武帝泰始二年（266年），分廣漢郡雒、什方、綿竹、新都四縣置新都郡，屬梁州，治所在雒县（今四川省广汉市北）。辖境相当今四川省广汉、中江、三台、盐亭、射洪、遂宁及重庆市潼南县北部。
咸寧三年（277年），立皇子司馬該為新都王，改新都郡為新都國。太康四年（283年），新都王薨，無子，國除。太康六年（285年），省新都郡入廣漢郡。
太康十年（289年），立皇子司馬穎為成都王，以蜀郡、广汉、犍为、汶山四郡為國，並分廣漢郡復置新都郡。晉惠帝永康元年（300年），蜀亂，成都王司馬穎改封，新都郡不再屬王國。後又封司馬該為新都王，改新都郡為新都國。後蜀亂，成漢省新都國入廣漢郡。

## 人口
- 晉武帝太康中（280年－289年），新都國有24500戶。[1]

## 新都內史
- 常骞，字季慎，蜀郡江原人，西晉晚期在任。[8]

## 國主
- 新都懷王司馬該，277年－283年在位。
- 成都王司馬穎，289年－306年在位，300年蜀亂，後分南郡置成都國。新都郡初為成都國支郡之一。
- 新都王司馬衍。